# Clovis Lacroix
Clovis Lacroix foi um ciclista francês. Ele terminou em último lugar no Tour de France 1905.